# 카지미에시 쿠라토프스키
카지미에시 쿠라토프스키(폴란드어: Kazimierz Kuratowski IPA: [kaˈʑimjɛʂ kuɾaˈtɔfskʲi], 프랑스어: Casimir Kuratowski 카지미르 퀴라토브스키[*], 1896~1980)는 폴란드의 수학자이자 논리학자이다.

## 생애
1896년 2월 2일 당시 러시아 제국의 일부였던 폴란드 바르샤바에서 태어났다. 아버지 마레크 쿠라토프(폴란드어: Marek Kuratow)는 변호사였고, 어머니는 루자 카제프스카(폴란드어: Róża Karzewska)였다.
바르샤바에서 학교를 마치고, 러시아 제국을 피해 글래스고 대학교에서 공부하였다. 1915년에 러시아는 바르샤바에서 퇴군하였고, 쿠라토프스키는 같은 해 바르샤바 대학교로 이전하여 1921년 가을에 박사 학위를 수여받았다.
1923년에 쿠라트프스키는 바르샤바 대학교 수학과 조교수로 부임하였고, 1927년 리비우 공과대학교에서 수학과 정교수가 되었다. 리비우 공과대학교 수학과에는 스테판 바나흐와 스타니스와프 울람 등 유명한 폴란드 수학자들이 있었고, 이들은 리비우 학파(폴란드어: lwowska szkoła matematyczna)로 불린다. 1934년 쿠라토프스키는 바르샤바 대학교 정교수가 되었고, 이듬해 수학과장이 되었다.
제2차 세계 대전 동안에 나치 독일은 폴란드를 점령하였고, 폴란드인의 고등교육을 금지하였다. 쿠라토프스키는 바르샤바 비밀 학교에서 몰래 수학 교육을 계속하였다. 1945년 2월 폴란드가 해방되자 쿠라토프스키는 바르샤바 대학교에서 강의를 재개하였다.
1980년 6월 18일 바르샤바에서 사망하였다.

## 참고 문헌
- Kuratowski, Kazimierz (1973). 《Pół wieku matematyki polskiej 1920-1970. Wspomnienia i refleksje》. Omega (폴란드어). 바르샤바: Wydawnictwo Wiedza Powszechna.
  - Kuratowski, Kazimierz (1980). 《A half century of Polish mathematics. Remembrances and reflections》. International Series in Pure and Applied Mathematics (영어) 108. 번역 Kirkor, Andrzej. Pergamon Press. ISBN 0-08-023046-6. Zbl 0438.01006.
- Borsuk, Karol (1960). “On the Achievements of Prof. Dr. Kazimierz Kuratowski in Topology”. 《Wiadomości matematyczne》 (폴란드어) 2 (3): 231–237. MR 0115877. Zbl 0091.00613.